# Margaret O'Carroll
Pour les articles homonymes, voir O'Carroll.
Margaret O'Carroll (aussi connue sous les noms Mairgréag Ní Chearbhaill, Margaret O'Connor, et Failge) est une noble irlandaise du XVe siècle, morte en 1451 et reconnue pour son sens de l'hospitalité et sa piété. Elle hérite du surnom Mairgréag an Einigh ('Margaret de l'Hospitalité') après avoir accueilli deux fêtes incroyables pendant l'année 1433, et effectue un pèlerinage à Saint-Jacques de Compostelle en 1445.

## Biographie
Margaret O'Carroll est la fille de Tadhg Ó Cearbhaill, chef d'Ely (Éile). Fille de noble, elle pourrait avoir grandi dans une famille irlandaise importante de la région. Au début du XVe siècle, elle épouse Calbhach Ó Conchobhair Failghe (Calvach O'Connor Faly, m. 1458), chef de Uíbh Fhailghe (qu'on anglicise aujourd'hui sous l'orthographe Offaly). Calbhach est connu pour ses exploits militaires.
Margaret O'Carroll a sept enfants au total : 5 fils (Conn (m. 1440), Cathal (m. 1448), Feidhlim (m. 1451), Brian (m. 1452) et Tadgh (m. 1471)) et deux filles, Mór (m. 1452) et Fionnghuala (m. 1493).
Sa fille Fionnghuala se marie deux fois. La première fois, elle se marie avec Niall Garbh Ó Domhnaill (m. 1439), roi de Tír Conaill, et la deuxième fois à Aodh Buidhe Ó Néill (m. 1444). Un poème écrit vers c. 1425 pour célébrer son deuxième mariage, avec Aodh, fait référence à la générosité de la mère et de la fille.
Elle meurt d'un cancer du sein en 1451.

## Fêtes
Margaret O'Carroll est célèbre pour son sens de l'hospitalité. Elle organise en particulier deux grands banquets en 1433, le premier le 26 mars à Killeigh, Offaly, et le second le 15 août à Rathangan, Kildare. D'après les Annals of Connacht, elle invite d'abord toute l'Irlande à Killeigh, puis invite à nouveau à Rathangan ceux qui n'ont pas pu se rendre à la première fête.
Dans des annales du XVIIe siècle, Duald Mac Firbis nous donne plus de détails sur les événements : à la première fête, on compte 2 700 personnes présentes. Pendant la fête, elle est vêtue d'or et se tient sur le côté de l'église, et s'occupe de deux enfants orphelins. La deuxième fête semble avoir été aussi faste que la première,.

## Politique
De retour de Saint-Jacques de Compostelle en 1445, Margaret parvient à négocier l'échange de prisonniers entre des voisins anglais et irlandais à Meath. Un certain nombre d'Irlandais est capturé par les Anglais, et pour les libérer, Margaret relâche un nombre équivalent de prisonniers anglais de son mari, et elle les amène à Trim Castle, sans en parler à son mari, pour l'échange.